# آسفالتوم (ایندیانا)
آسفالتوم (به انگلیسی: Asphaltum) یک منطقهٔ مسکونی در ایالات متحده آمریکا است که در شهرستان جاسپر، ایندیانا واقع شده‌است. آسفالتوم ۲۱۰٫۰۱ متر بالاتر از سطح دریا واقع شده‌است.